# احمق آمریکایی
«احمق آمریکایی» (به انگلیسی: American Idiot) آلبوم مفهومی/ راک اوپرا از گروه پانک راک آمریکایی، گرین دی است که در ۲۰ سپتامبر ۲۰۰۴ منتشر شد.
این آلبوم، هفتمین آلبوم گروه و یکی از سیاسی ترین، آلبوم‌های منتشر شده در ایالت متحده است.